# Ryu Won
Ryu Won (hangul= 류원), es una actriz surcoreana.
 

## Carrera
Es miembro de la agencia "JYP Entertainment".
En 2015 hizo su debut en la película Alice: Crack of Season.
En julio del 2016 se unió al elenco de la seire Uncontrollably Fond donde interpretó a la joven Choi Ha-Roo, la hermana de la estrella Shin Joon-young (Kim Woo-bin) de quien es fan y hermana adoptiva de Choi Ji-tae (Lim Ju-hwan), quien luego de conocer al joven No-jik (Lee Seo-won) se enamora de él, hasta el final de la serie en septiembre del mismo año.
En enero del 2017 se unió al elenco de la serie Missing 9  donde dio vida a Yoon So-Hee, una estrella hallyu, quien luego de sobrevivir al accidente de avión comienza a sufrir de ansiedad e ideas suicidas, sin embargo luego de lograr superarlo con la ayuda de Ra Bong-hee (Baek Jin-hee), se convierte en una de las víctimas del asesino de la isla.

## Filmografía

### Series de televisión
| Año  | Título               | Personaje   | Notas        |
| ---- | -------------------- | ----------- | ------------ |
| 2019 | Secret Boutique      | Wi Ye-eun   | -            |
| 2019 | Vagabond             | Mickey      |              |
| 2017 | Please, Goddess      | -           | -            |
| 2017 | School of Magic      | -           | -            |
| 2017 | Missing 9            | Yoon So-Hee | -            |
| 2016 | Uncontrollably Fond  | Choi Ha-Roo | 19 episodios |
| 2015 | My Fantastic Funeral | -           | -            |

### Películas
| Año  | Título                 | Personaje | Notas |
| ---- | ---------------------- | --------- | ----- |
| 2015 | Alice: Crack of Season | Da-Joo    | corto |

### Videos musicales
| Año  | Artista  | Canción         | Notas                        |
| ---- | -------- | --------------- | ---------------------------- |
| 2017 | Baekhyun | "Take You Home" | apareció en el video musical |

### Anuncios
| Año  | Título                   | Notas             |
| ---- | ------------------------ | ----------------- |
| 2016 | Del18hg                  | -                 |
| 2016 | NBA Style China          | junto a GOT7      |
| 2015 | LG U+ Advertisement Clip | junto a Yoon Park |

## Premios y nominaciones
| Año  | Premio                | Categoryía                              | Nominaciónado | Result   | Ref.  |
| ---- | --------------------- | --------------------------------------- | ------------- | -------- | ----- |
| 2017 | 36th MBC Drama Awards | mejor personaje, Fighting Spirit Acting | Missing 9     | Nominado | [ 7 ] |